# Cellule entéro-endocrine

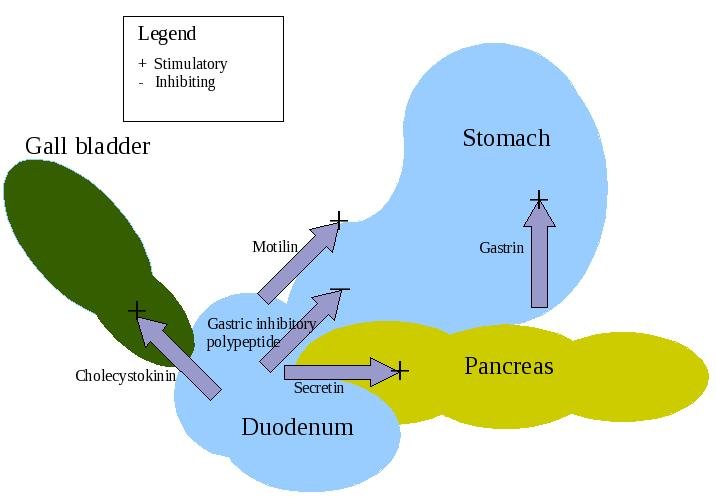
Cellule entéro-endocrine

Les cellules entéro-endocrines sont des cellules spécialisées du tractus gastro-intestinal et du pancréas à fonction endocrine. Elles produisent des peptides et des hormones gastro-intestinales en réponse à divers stimuli et les libèrent dans le sang pour obtenir un effet systémique (effet endocrine) ou les diffusent sous forme de messagers locaux (effet paracrine) ou les transmettent au système nerveux entérique pour y activer les réponses nerveuses,. Les cellules entéro-endocrines de l'intestin sont les cellules endocrines les plus nombreuses du corps,,. Elles constituent un système endocrinien entérique en tant que sous-ensemble du système endocrinien, tout comme le système nerveux entérique est un sous-ensemble du système nerveux. Ces cellules agissent en tant que chimiorécepteurs, initiant des actions digestives, détectant des substances nocives et déclenchant des réponses protectrices,. Les cellules entéro-endocrines sont situées dans l'estomac, l'intestin et le pancréas.

## Cellules entéro-endocrines intestinales
Les cellules entéro-endocrines intestinales ne sont pas regroupées mais sont disséminées individuellement dans le tractus intestinal.
Les hormones sécrétées incluent la somatostatine, la motiline, la cholécystokinine, la neurotensine, le peptide intestinal vasoactif et l'entéroglucagon.

### Cellules K
Les cellules K sécrètent un peptide inhibiteur gastrique, une incrétine, qui favorise également le stockage des triglycérides.

### Cellules L
Les cellules L sécrètent le glucagon-like peptide-1 (GLP-1), une incrétine, le peptide YY 3-36, l'oxyntomoduline et le Glucagon-like peptide-2. Les cellules L se trouvent principalement dans l'iléon et le gros intestin (côlon), mais certaines se trouvent également dans le duodénum et le jéjunum.

### Cellules I
Les cellules I sécrètent de la cholécystokinine (CCK) et sont situées dans le duodénum et le jéjunum. Elles modulent la sécrétion de bile, la sécrétion exocrine du pancréas et la satiété.

### Cellules G
Ce sont les cellules entéro-endocrines de l'estomac, qui libèrent la gastrine et stimulent la sécrétion d'acide gastrique.

### Cellules entérochromaffines
Les cellules entérochromaffines sont des cellules entéro-endocrines et neuroendocrines qui ressemblent beaucoup aux cellules chromaffines adréno-médullaires sécrétant la sérotonine.

### Cellules entérochromaffine-like
Les cellules de type entérochromaffine ou cellules ECL sont un type de cellules neuroendocrines sécrétant de l'histamine.

### Cellules N
Situées dans le jéjunum, les cellules N libèrent de la neurotensine et contrôlent la contraction des muscles lisses.

### Cellules S
Les cellules S sécrètent la sécrétine au niveau du duodénum et du jéjunum et stimulent la sécrétion pancréatique exocrine.

### Cellules D
Également appelées cellules Delta, elles sécrètent de la somatostatine.

### Cellules Mo (ou cellules M)
- À ne pas confondre avec les cellules Microfold (cellules M) qui sont situées dans les plaques de Peyer.
- Elles sécrètent la motiline[16],[17].

## Cellules entéroendocrines gastriques
Les cellules entéro-endocrines gastriques se trouvent dans les glandes gastriques, principalement à leur base. Les cellules G sécrètent de la gastrine. Les fibres post-ganglionnaires du nerf vague peuvent libérer un peptide libérant de la gastrine lors d'une stimulation parasympathique afin de stimuler la sécrétion. Les cellules entérochromaffine-like sont des cellules entéroendocrines et neuroendocrines également connues pour leur similitude avec les cellules chromaffines sécrétant de l'histamine, qui stimule la sécrétion de gastrine par les cellules G.
Parmi les autres hormones produites figurent la cholécystokinine, la somatostatine, le peptide intestinal vasoactif, les substances P, alpha-endorphine et gamma-endorphine,.

## Cellules entéro-endocrines pancréatiques
Les cellules entéro-endocrines pancréatiques sont situées dans les îlots de Langerhans et produisent principalement les hormones insuline et glucagon. Le système nerveux autonome régule fortement leur sécrétion, une stimulation parasympathique stimulant la sécrétion d'insuline et inhibant la sécrétion de glucagon et une stimulation sympathique ayant un effet opposé.
Les autres hormones produites comprennent la somatostatine, le polypeptide pancréatique, l'amyline et la ghréline.

## Signification clinique
Des tumeurs carcinoïdes et non carcinoïdes rares et à croissance lente se développent à partir de ces cellules. Lorsqu'une tumeur se développe, elle a la capacité de sécréter de grandes quantités d'hormones ,.

## L'historique
La découverte même d'hormones s'est produite lors d'études sur la façon dont le système digestif régule ses activités, comme expliqué dans Secretin § Discovery.

## Voir également
- Cellules APUD
- Tumeurs neuroendocrines
- Liste des types de cellules humaines dérivées des couches germinales